# Disney's Animal Kingdom
 (mars 2024).
Pour les articles homonymes, voir Animal Kingdom et DAK.
Disney's Animal Kingdom est un parc à thèmes zoologique de la Walt Disney Company situé à Bay Lake près de la ville d'Orlando (Floride, États-Unis). Le parc appartient au complexe de loisirs Walt Disney World, ouvert le 22 avril 1998, il s'agit du quatrième et dernier parc construit dans le complexe. Le choix d'ouvrir un parc entièrement centré sur la thématique de la nature et de la conservation des animaux par la Walt Disney Company, fut dicté par la nécessité de répondre au succès grandissant des parcs animaliers en Floride dans les années 1990. Avec sa superficie de 230 hectares, il s'agit du plus grand parc à thèmes Disney du monde .
Disney's Animal Kingdom se distingue du reste des autres parcs à thèmes Disney par le fait qu'il propose des attractions traditionnelles tout en exposant des animaux vivants. L'implication d'animaux dans le parc, entraine que ceux-ci évoluent dans un cadre recréé avec des plantes acclimatées, mais aussi qu'ils soient isolés des autres parcs à thèmes et hôtels du complexe pour les protéger des perturbations externes. Cependant on retrouve aussi dans le parc des représentations d'animaux disparus comme les dinosaures ou encore la flore fictive du film Avatar.

## Historique
La Walt Disney Company commence à planifier l'ouverture d'un nouveau parc à thèmes peu de temps après l'ouverture en 1989 du Disney's Hollywood Studios (Disney-MGM Studios jusqu'en 2007). L'imagineer Joe Rohde est nommé responsable créatif du projet, accompagné d'un tigre du Bengale de 180kg lors de sa présentation, il propose le thème animal au PDG de la Walt Disney Company, Michael Eisner. En 1994 le choix d'un parc à thèmes zoologique est validé, ce choix est dicté par le succès de nombreux parcs zoologiques en Floride au début des années 1990, tel Busch Gardens Tampa ou SeaWorld Orlando. La vision d'Eisner était celle d'un endroit où les visiteurs pouvaient découvrir tout ce qui était disponible dans les autres parcs à thèmes de Floride, mais sans jamais avoir à quitter le complexe Walt Disney World Resort pendant leurs vacances. L'annonce officielle de la création du nouveau parc est présentée quant à elle par Michael Eisner, le 20 juin 1995.
La construction du parc d'un coût estimé à 800 millions de dollars, commence un an après, en juillet 1996 par le terrassement des 2 km² (200 hectares) du site, dans la zone sud-ouest de Walt Disney World. Des soigneurs venant de 69 zoos à travers les États-Unis sont embauchés pendant que la plupart des animaux du parc sont aussi acquis durant l'automne 1997. Les aménagements paysagers nécessitent la collecte pour le parc de graines de 37 pays, le terrassement de quatre millions de mètres cubes de terre, la plantation de 40 000 arbres. La thématisation du parc nécessite quant à lui la construction nombreux bâtiments possédant des toits de chaume, ils sont alors assemblés sur place par des artisans d'Afrique du Sud. Le parc devait être divisé en trois principales sections, les animaux vivants, les animaux disparus et les animaux mystiques, cependant cette dernière section fut annulée en raison du budget restreint prévu à l'époque pour le parc. La section animaux mystiques existe néanmoins toujours sur le logo du parc (qui contient un dragon) et sur le parking (la section licorne).
Le parc ouvre ses portes au public le 22 avril 1998, il possède 6 lands à ce moment-là, Oasis, Safari Camp (devenu depuis Discovery Island), Africa, Conservation Station (devenu depuis Rafiki's Planet Watch), DinoLand USA et Camp Minnie-Mickey (devenu depuis Pandora: The World of Avatar). À son ouverture, il comprend 1 500 animaux de 300 espèces différentes, 5 000 poissons de 50 espèces différentes et des milliers d'insectes de 40 espèces différentes. L'ouverture du parc ne s'ouvre pas sans heurts, des associations américaines de protection des animaux, la PETA par exemple, s'oppose à la présence d'animaux dans un parc d'attractions Disney. Pour ses raisons entre autres, il ne devient pas un zoo accrédité par l'Association des zoos et aquariums (AZA) à son ouverture, cependant en 2002 l'AZA et le parc lance d'un programme d'échange d'animaux pour la reproduction, il reçoit alors pour cela une accréditation de l'AZA quelques années plus tard, en 2004.
Un nouveau land, Asia ouvre un an après l'ouverture du parc en 1999, il permet ainsi d'étoffer l'offre du parc avec deux nouvelles attractions majeures, Kali River Rapids et Maharajah Jungle Trek. En octobre 2000, Conservation Station change de nom et devient Rafiki's Planet Watch en référence au personnage de Rafiki du Roi lion. Deux mois après, en décembre 2000 c'est au tour de Safari Camp d'être renommé en Discovery Island, le nom étant disponible après la fermeture en avril 1999, du petit parc animalier situé alors sur une île de Bay Lake, qui s'appelait Discovery Island. Une nouvelle attraction majeure, Expedition Everest – Legend of the Forbidden Mountain ouvre dans le land Asia en avril 2006, il s'agit de montagnes russes sur le thème de l'Everest. En 2014 le parc ferme définitivement le land Minnie-Mickey, le spectacle Festival of the Lion King doit alors déménager dans le land Africa. Cette relocalisation entraîne une extension du land Africa, une nouvelle salle de spectacle est créée, le Harambe Theatre ainsi que des toilettes et de nouveaux restaurants. En 2017, Pandora: The World of Avatar ouvre ses portes sur l'emplacement du Camp Minnie-Mickey, deux attractions majeures s'ajoutent alors à l'offre du parc, Avatar Flight of Passage et Na'vi River Journey.
L'année 2020 du parc est marquée, comme de très nombreux sites touristiques dans le monde, par la pandémie de Covid-19. Cet événement oblige le parc à fermer ses portes, du 16 mars au 11 juillet, soit quatre mois de fermeture.

## Dédicace

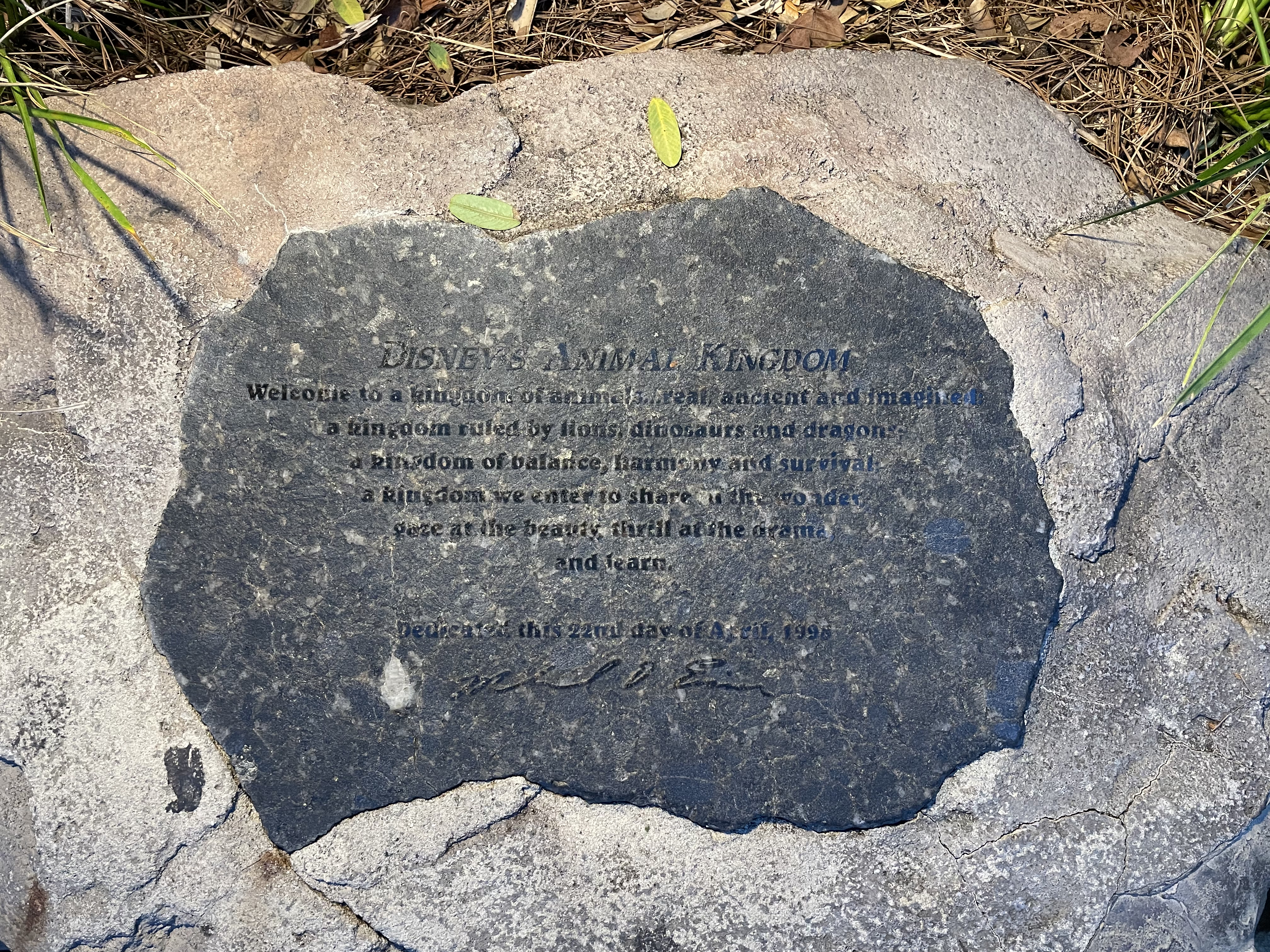
Plaque de dédicace pour l'inauguration du parc en 1998, signée par Michael D. Eisner, PDG de The Walt Disney Company de 1984 à 2005.

« Welcome to a kingdom of animals… real, ancient and imagined: a kingdom ruled by lions, dinosaurs and dragons; a kingdom of balance, harmony and survival; a kingdom we enter to share in the wonder, gaze at the beauty, thrill at the drama, and learn. »
— Michael Eisner, April 22, 1998

« Bienvenue dans un royaume d'animaux… réels, anciens et imaginaires : un royaume régi par les lions, dinosaures et dragons; un royaume d'équilibre, d'harmonie et de survie; un royaume où nous entrons pour en partager l'émerveillement, en contempler la beauté, vibrer sous l'émotion, et apprendre. »

— Michael Eisner, 22 avril 1998

## Le parc à thèmes
Le parc est découpé en 7 lands sur une superficie de plus de 2 km2, il reprend le plan radial que l'on retrouve dans les royaumes enchantés de Disney. Le premier land du parc, l'Oasis, sert comme Main Street, USA à plonger les visiteurs dans l'ambiance du parc, ici la nature. Il ne débute réellement que dans la section suivante, Discovery Island. Cette île desservit par des ponts, sert comme Central Plaza de "hub" reliant les autres sections du parc, à l'exception du land Rafiki's Planet Watch. Un baobab artificiel de 44m, le Tree of Life, est situé au centre de cette île, il sert comme pour les châteaux des royaumes enchantés de Disney, de symbole du parc. Derrière le Tree of Life, deux ponts desservent soit le land de Africa, soit Asia, une voie de chemin de fer partant de Africa permet d'accéder au land Rafiki's Planet Watch. De part et d'autre de l'île, deux autres ponts mènent à DinoLand U.S.A. et à Pandora: The World of Avatar.
Les sections Africa et Asia ont été conçues pour avoir l'air "vieillies", avec par exemple des nids-de-poule artificiels dans les routes du safari et des bateaux parsemés de bosses et de rouille. Le parc propose aussi plusieurs attractions et spectacles nocturnes lui permettant de rester ouvert le soir, cependant le spectacle nocturne ne possède aucun feu d'artifice pour ne pas déranger les animaux. L'hôtel Disney's Animal Kingdom Lodges situé à proximité du parc et dont le thème sur l'Afrique converge avec le parc n'est cependant en aucune manière relié au parc. L'hôtel possède en réalité sa propre réserve d'animaux pour des raisons de confort et de réduction du stress.

### Oasis
L'Oasis est l'un des rares lands originels du parc, il sert ici comme Main Street, USA à plonger les visiteurs dans l'ambiance du parc. Le style architectural du land est celui des Arts & Crafts américain, et plus précisément l'American Craftsman Style, mais c'est avant tout la nature qui s'impose aux visiteurs, grâce à une végétation luxuriante et des animaux exotiques. La balade dans The Oasis Exhibits permet aux visiteurs de parcourir de nombreux chemins agrémentés de ruisseaux, de chutes d'eau, de flore et de faune tropicales afin de rejoindre le pont desservant l'île centrale du parc, Discovery Island.

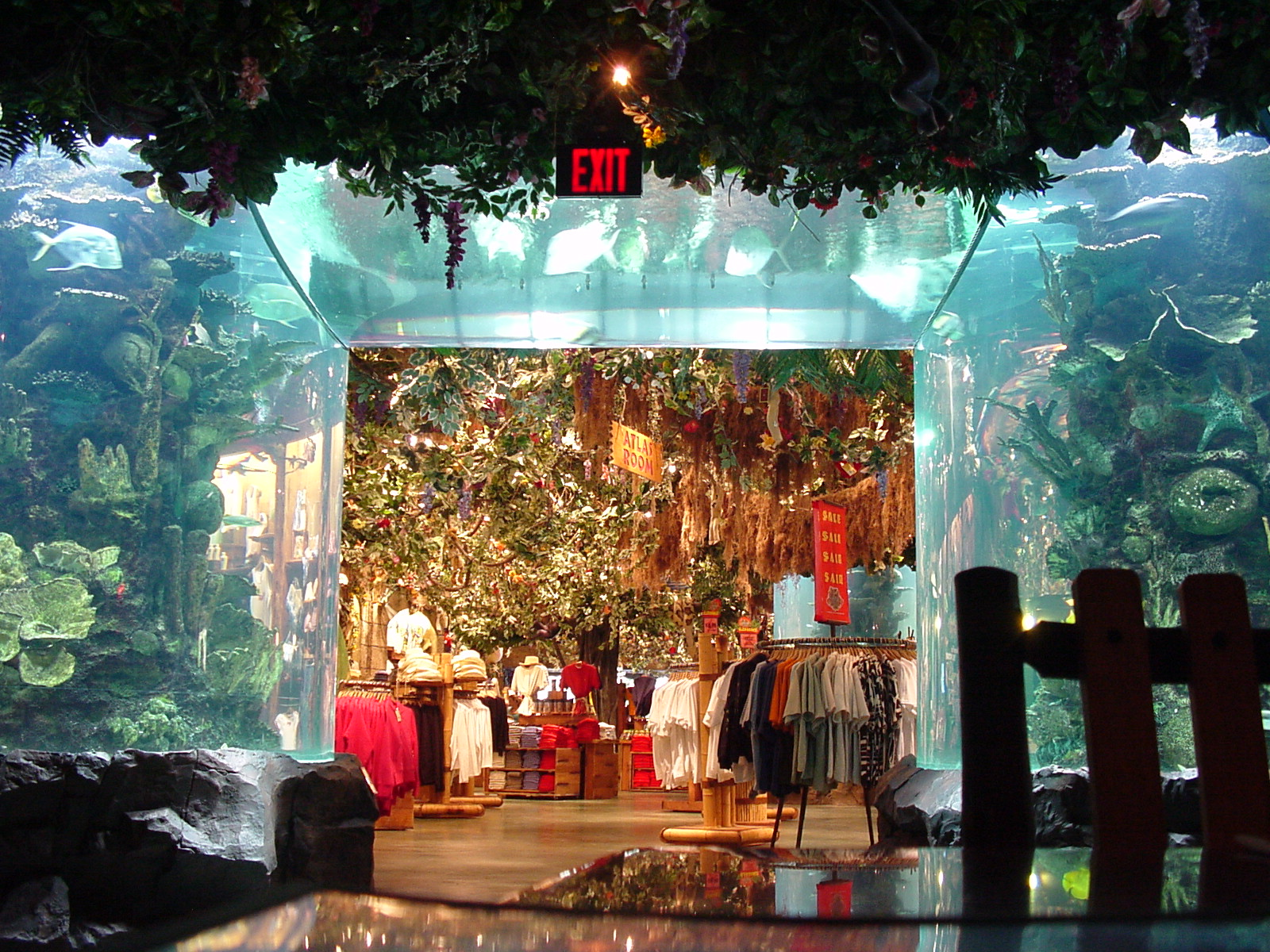
Vue sur l'aquarium du Rainforest Cafe at Animal Kingdom.

Les visiteurs peuvent aussi accéder à l'Oasis grâce au restaurant Rainforest Cafe situé sur la gauche de l'entrée officielle du parc. Ce restaurant thématisé sur la faune et la flore donne l'impression de l'extérieur d'être situé sous une grande cascade d'eau. Aussi bien accessible par l'extérieur que de l'intérieur du parc, il possède une boutique mais surtout une thématisation intérieure comprenant des volcans, des simulations d'éclairs ou encore des animaux animatroniques. Le parc possède deux boutiques, The Outpost Shop situé à côté du Rainforest Cafe avant les guichets, et Garden Gate Gifts situé lui juste après les guichets.
Attraction
- The Oasis Exhibits propose une balade dans un jardin tropical abritant des animaux exotiques.

### Discovery Island

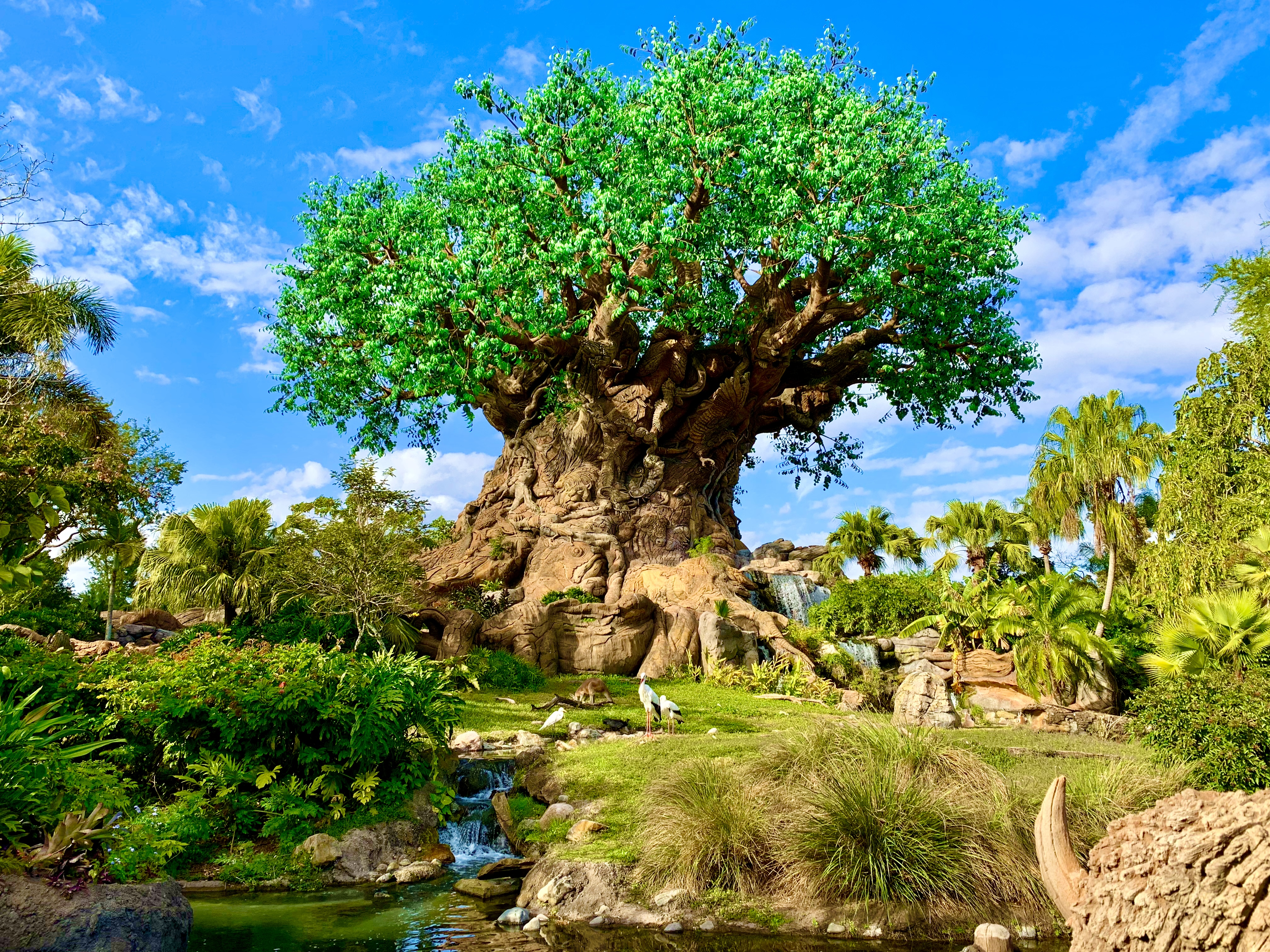
Le Tree of Life.

Discovery Island est située au centre du parc, il s'agit d'une île qui sert de "hub central" reliant les autres sections du parc par des ponts, à l'exception du land Rafiki's Planet Watch. Son thème se concentre sur l'amour et l'admiration des hommes pour la nature, il s'exprime dans un style représentant les animaux dans les arts populaires, il est basé sur les cultures des îles situées autour de l'équateur, telles que Bali, les Caraïbes, la Polynésie ou les îles au large de l'Afrique. Au milieu de l'île trône le symbole du parc, le Tree of Life (arbre de vie), il s'agit d'un arbre artificiel qui représente un gigantesque Baobab au creux duquel l'attraction It's Tough to be a Bug! cache une salle de cinéma 4D qui projette un mini-film de 9 min sur le thème du film 1 001 Pattes. LeTree of Life d'une hauteur de 44m qui possède 325 sculptures d'espèces animales existantes et éteintes sur son tronc et ses racines, il est entouré d'enclos pour animaux comprenant notamment des kangourous, des grues à cornes noires ou des lémuriens.
Disposées en arc de cercle autour du Tree of Life, des restaurants et boutiques offrent aux visiteurs un aperçu des arts et des folklores du monde, avec des objets provenant du Népal, de Bali, de Java et du Mexique. L'imagineer Ken Gomes, spécialiste de l'obtention d'objets décoratifs, a ainsi passé deux années à Bali pour récolter des objets locaux, simplement achetés ou créés spécialement tel qu'un vélo-pousse-pousse de Denpasar ou une barque de pêche javanaise. Sur le pourtour de l'île, Discovery Island Trail est un chemin qui permet de découvrir plusieurs espèces animales et végétales ainsi que les nombreuses sculptures imbriquées les unes aux autres sur le tronc et les racines du Tree of Life. L'île comprend beaucoup de fast-food et de snack-bar mais depuis le 1er juin 2016 un restaurant et un bar haut gamme, le Tiffins (250 places) et le Nomad Lounge (100 places dont 45 sous une terrasse couverte) ont ouvert pour diversifier l'offre. Le spectacle nocturne Tree of Life Awakenings, offre aux visiteurs une projection de mapping sur le Tree of Life, permettant ainsi au parc de fermer de nuit.
Attractions
- It's Tough to be a Bug! est un mini-film 4D de 9 minutes sur le thème du film 1 001 Pattes et situé dans le tronc du Tree of Life.
- Tree of Life Awakenings est un spectacle nocturne de mapping projeté sur le Tree of Life.
- Discovery Island Trails permet de se promener autour du Tree of Life sur des sentiers regorgeant d'animaux sauvages.
- Wilderness Explorers offre aux visiteurs la possibilité de suivre les traces de Russell du film Là-haut pour gagner des badges d'aventure à travers tout le parc.

### Africa

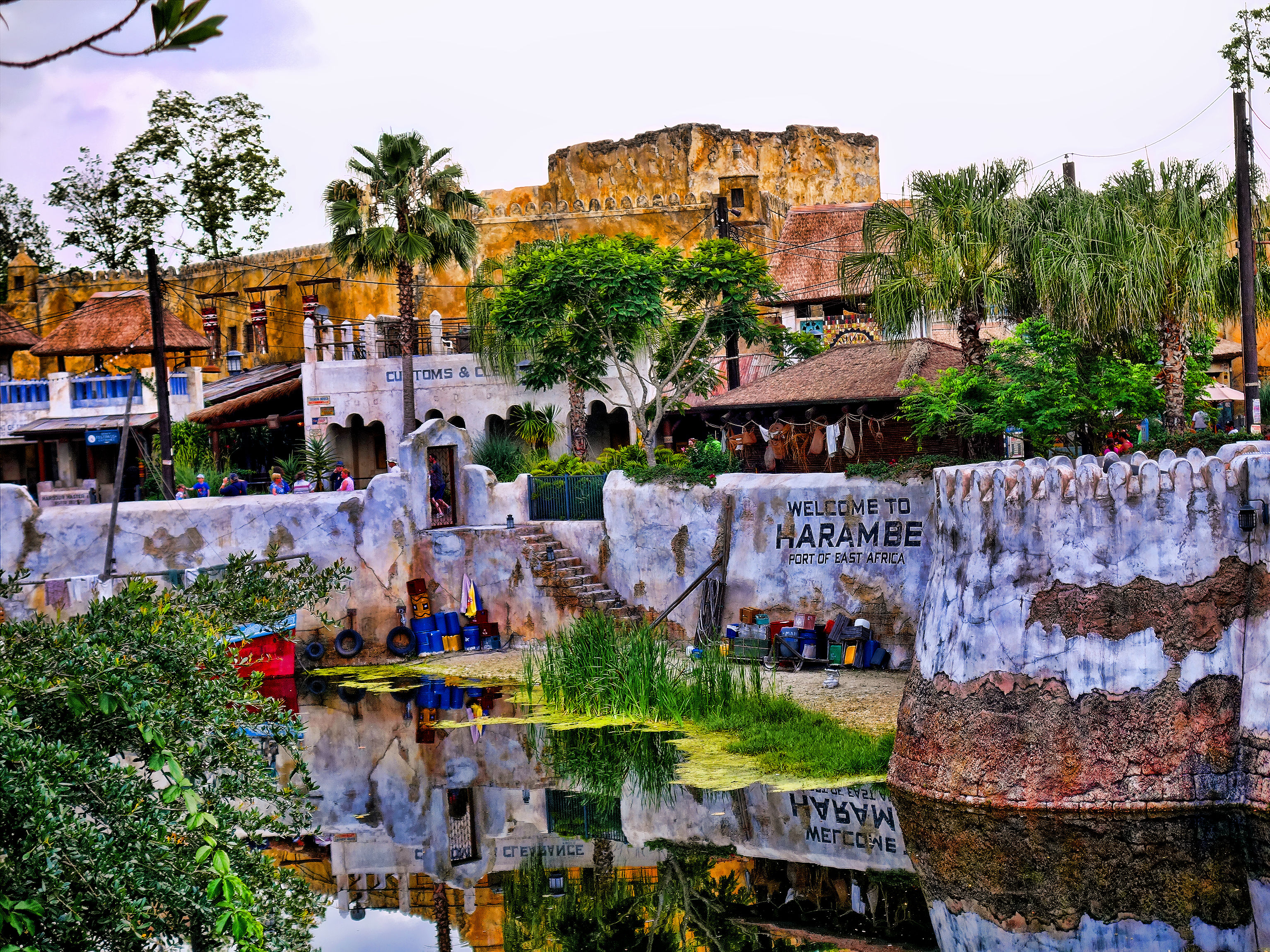
Vue sur le land Africa.

Africa est l'un des rares lands originels du parc, les visiteurs y accèdent principalement à partir de Discovery Island, grâce à un pont situé à gauche derrière le Tree of Life. Trois autres accès existent aussi, deux par la terre depuis Asia et Pandora: The World of Avatar puis un autre accès par le rail depuis le land isolé de Rafiki's Planet Watch. 
Le land Africa est imaginé comme une ancienne colonie portuaire fictif datant de 1420, mais qu'une révolution pacifique a libérée en 1963. Du nom d'Harambe elle est située en Afrique de l'Est au pied d'une réserve animalière, elle est depuis devenu le point de départ des touristes et des étudiants qui souhaitent observer les animaux d'Afrique dans leur habitat naturel. L'origine du terme « harambe », est emprunté au swahili, qui signifie « travailler ensemble ». Le choix de la langue swahili par les imageeners a été motivé par son caractère transnational dans l'Afrique de l'Est.
L'aspect architectural tribal du land s'inspire des villages de pêcheurs des côtes d'Afrique de l'Est, et plus précisément des villages de l'île de Lamu au Kenya. Divers éléments d'architecture fournissent un côté historique, tel que l'ancien fort colonial portugais reconverti en café (le Tamu Tamu Refreshments) ou les boites aux lettres et panneaux d'affichages inspirés de la colonisation britannique. Certains bâtiments du land sont des répliques que les Imagineers de Disney ont dénichés en Afrique, comme le fort colonial portugais qui a été trouvée à Zanzibar ou un vieux bâtiment en ruine taché d'eau qui a été trouvé au Kenya. Harambe est composé de restaurants, d'un bar en plein air, de différents marchés et de spectacles de rue. Le 16 juin 2015, le village ouvre un nouvel espace de restauration pour renforcer son offre, le Harambe Market . Une gare située au fond du village, permet de rejoindre par chemin de fer le Rafiki's Planet Watch via le Wildlife Express Train.
L'attraction principale du land est Kilimanjaro Safaris, dont le nom fictif est Harambe Wildlife Reserve, il s'agit d'un immense safari reconstitué composé de vrais animaux vivant en semi-liberté. C'est la plus grande attraction en termes de surface de Disney et l'une des plus longues en termes de temps. À côté de l'entrée du Kilimanjaro Safaris, il est possible de rejoindre le Pangani Forest Trail, il s'agit d'un parcours pédestre en bordure de la savane, le terme « pangani » signifie « lieu d'émerveillement » en swahili. Certains animaux qui seraient trop cachés au naturel dans le safari, sont ici présentés dans de grandes "cages" au décor très soigné. L'attraction a été complétée par un parcours de trois heures avec guide nommé Wild Africa Trek comprenant des ponts suspendus au-dessus de l'attraction Kilimanjaro Safaris et des visites des coulisses.
En 2014, l'expansion du land Africa ouvre, elle comprend un nouveau chemin, des toilettes et de nouveaux restaurants. Cependant l'élément le plus important de cette expansion est l'arrivée du spectacle Festival of the Lion King dans une nouvelle salle nommé Harambe Theatre, elle remplace celle du Camp Minnie-Mickey qui a été détruite pour la construction du nouveau land Pandora: The World of Avatar.
Attractions
- Kilimanjaro Safaris propose aux visiteurs de vivre un safari avec un guide, abord d'un camion, à travers une savane reconstituée et composé d'animaux africains en semi-libertés.
- Harambe Theater est une salle de spectacle qui propose la comédie musicale A Celebration of Festival of the Lion King, l'histoire reprend celle du film Disney Le Roi lion de 1994.
- Gorilla Falls Exploration Trail est un parcours pédestre dont l'objectif est de partir à la recherche de gorilles, mais il permet aussi de voir de plus près certains des animaux du Kilimanjaro Safaris.
- Wildlife Express Train est un train du type années 1920-1930 qui permet aux visiteurs de relier le land Africa au Rafiki's Planet Watch. La ligne de chemin de fer fait 1,9 km de long, le trajet s'effectue en 7 minutes à l'aller contre 5 min au retour et permet aux visiteurs de découvrir les coulisses du parc, comme les abris des rhinocéros et des éléphants.

### Asia

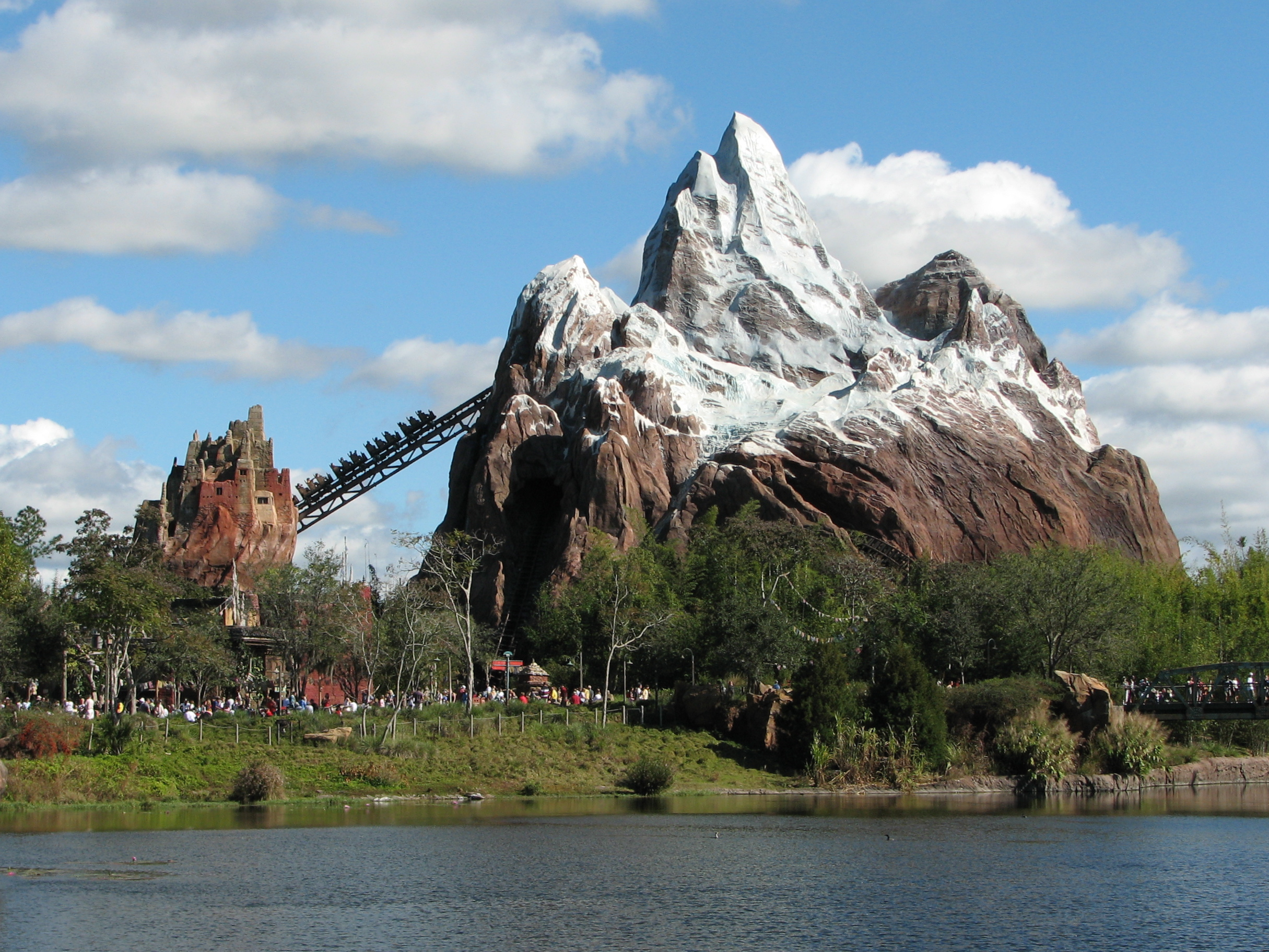
L'attraction Expedition Everest.

Asia n'a ouvert qu'en mars 1999, soit près d'un an après le reste du parc. Les visiteurs y accèdent principalement à partir de Discovery Island, grâce à un pont situé à droite derrière le Tree of Life. Deux autres accès par la terre existent aussi, depuis Africa ou depuis DinoLand U.S.A. En raison de coupes budgétaires le land devait à l'origine occuper une surface au deux tiers supérieurs à ce qu'il occupe actuellement. Le Maharajah Jungle Trek qui devait être le pendant du Kilimanjaro Safaris, fut la principale victime de cette décision.
Le land Asia est imaginé comme un petit royaume fictif situé au Népal du nom d'Anandapur. L'origine du terme « Anandapur » est emprunté au sanskrit, cela signifie « Lieu de tous les délices ». Le choix de la langue sanskrit par les imageeners a été motivé par son caractère de langue culturelle disparue, mais toujours présente par certains termes. À la périphérie du royaume d'Anandapur, le village voisin de Serka Zong qui signifie "forteresse du gouffre" sert de porte d'entrée à la Forbidden Mountain. Le village situé au pied de la chaine de l'Himalaya abrite la Royal Anandapur Tea Company, elle expédiait du thé par le rail via un col dans la « montagne interdite ». Cependant, cette activité a provoqué la colère du Yéti, entraînant la fermeture de la ligne de train pendant des années, jusqu'à ce qu'un groupe appelé les "Himalayan Escapes" décide de relancer la ligne de chemin de fer dans un but touristique.
Dans son histoire passée, le royaume était plus grand et était gouverné par des maharadjahs bienveillants. Bien que l'ancien fondateur du royaume, Anantah, ait cru qu'il fallait vivre en harmonie avec la nature, l'un de ses successeurs du XVIe siècle, Bhima, a transformé une partie de la forêt en réserve de chasse. Après sa mort, ses disciples se sont reconcentrés sur la préservation de la nature, ainsi grâce à eux, des années plus tard, les ruines de l'ancienne réserve de chasse ont été ouvertes au public en tant que réserve naturelle, la Maharajah Jungle Trek. Anandapur est maintenant devenu un centre de recherche et de conservation sur la vie animale de la région.
Le land Asia contraste avec son homologue d'Harambe du land Africa par son aspect « bordure de la civilisation » plutôt que milieu urbain. Les bâtiments ont un aspect volontairement délabré et comprennent une énorme quantité de détails en rapport avec l'Asie. À l'entrée du village, l'Anandapur Theater accueille Feathered Friends in Flight, il s'agit d'un spectacle de fauconneries et de rapaces joué dans un amphithéâtre de plein air inspiré d'un camp du Désert du Taklamakan, situé sur la route de la soie. Peu après le village, l'entreprise Kali Rapids Expeditions, propose des excursions en rafting le long de la Chakrannadi River. Cette attraction aquatique nommée Kali River Rapids, permet de descendre une rivière qui possèdes de nombreux rapides à l'aide de bouées, le tout dans un décor de jungle asiatique. Au cœur de la forêt, l'attraction Maharajah Jungle Trek offre un parcours pédestre au milieu des ruines du palais d'Anandapur dans lequel quatre grands rois auraient vécu. Maintenant habitées par des animaux de la jungle d'Indochine, on peut y apercevoir notamment des tigres, des chauves-souris géantes ou des singes. Le long du lac, sur le chemin menant à Serka Zong, s'élève la montagne parcourue par le train de l'attraction Expedition Everest - Legend of the Forbidden Mountain. Il s'agit du plus haut parcours de montagnes russes des parcs Disney. Le visiteur embarque à bord d'un train, qui après une montée, dévale les pentes et traverse les cavernes d'une montagne reconstituée inspirées de celles du Népal, mais habitées par le Yéti.
Attractions
- Expedition Everest - Legend of the Forbidden Mountain est un circuit de montagnes russes sur le thème d'une expédition dans les traces du Yéti au cœur des hautes montagnes de l'Himalaya.
- Kali River Rapids est une attraction de type rivière rapide en radeaux pneumatiques, elle simule un voyage en rafting le long de rapides traversant les forêts vierges de l'Asie.
- Maharajah Jungle Trek est un parcours pédestre mêlant animaux vivants et décors, à travers une végétation luxuriante qui recrée une forêt du sud-est asiatique.
- Anandapur Theater est une salle de spectacle qui propose aux visiteurs le spectacle d'oiseaux Feathered Friends in Flight.

### Rafiki's Planet Watch

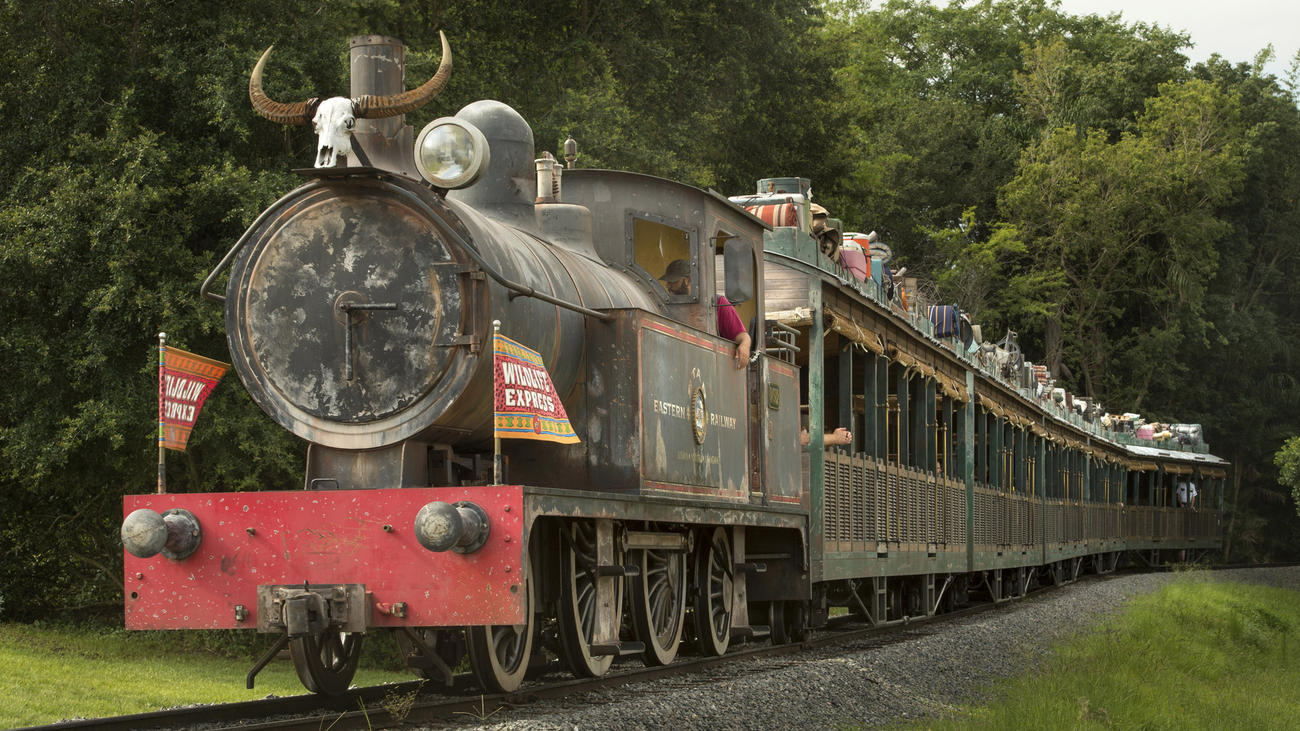
Le Wildlife Express Train.

Rafiki's Planet Watch est accessible seulement en train depuis la gare du land Africa. Le cours trajet entre les deux lands s'effectue à bord du Wildlife Express Train jusqu'à la gare de Rafiki's Planet Watch. Le land s'appelait à l'origine "Conservation Center" et a été renommée Rafiki's Planet Watch le 15 octobre 2000 en référence à Rafiki du film Le Roi Lion de 1994. Ce land enclavé est le seul à ne pas être reliée à Discovery Island, il s'agit en réalité d'un petit land satellite au land Africa dont les thèmes se rejoignent.
Rafiki's Planet Watch est une nurserie animale qui sert aussi de clinique et de lieu d'exposition sur la préservation des espèces. La nurserie se situe dans la Conservation Station, le bâtiment possède une impressionnante fresque sur sa façade, il s'agit d'une œuvre de John Rowe d'après un concept de Zofia Kostyko. Le lieu présente les divers efforts de conservation soutenus par la Walt Disney Company et donne également un aperçu des coulisses des installations de soins pour les animaux du parc. Pour cela une salle d'examen vétérinaire dotée d'un système de communication bidirectionnel permet au personnel vétérinaire de répondre aux questions des visiteurs. La Conservation Station présente aussi au public un certain nombre d'animaux à l'intérieur du bâtiment, dont la plupart sont des reptiles. Derrière le bâtiment est situé la zone de convalescence et de maternité pour les grands animaux (éléphants, gazelles, etc.) qui est cependant inaccessible aux visiteurs. À l'extérieur de la Conservation Station se trouve Affection Section, un zoo pour enfants où l'on peut approcher certains animaux, il abrite des chèvres, des moutons et d'autres animaux domestiques .
Attractions
- Conservation Station permet de découvrir les différents habitats des animaux, ainsi qu'un aperçu des soins vétérinaires effectués dans le parc.
- Affection Section permet une rencontre avec des d'animaux domestiqués.
- The Animation Experience at Conservation Station offre des cours de dessin pour apprendre à dessiner des personnages Disney mais aussi de comprendre l'influence qu'a les animaux pour la création de ces personnages.

### DinoLand U.S.A.

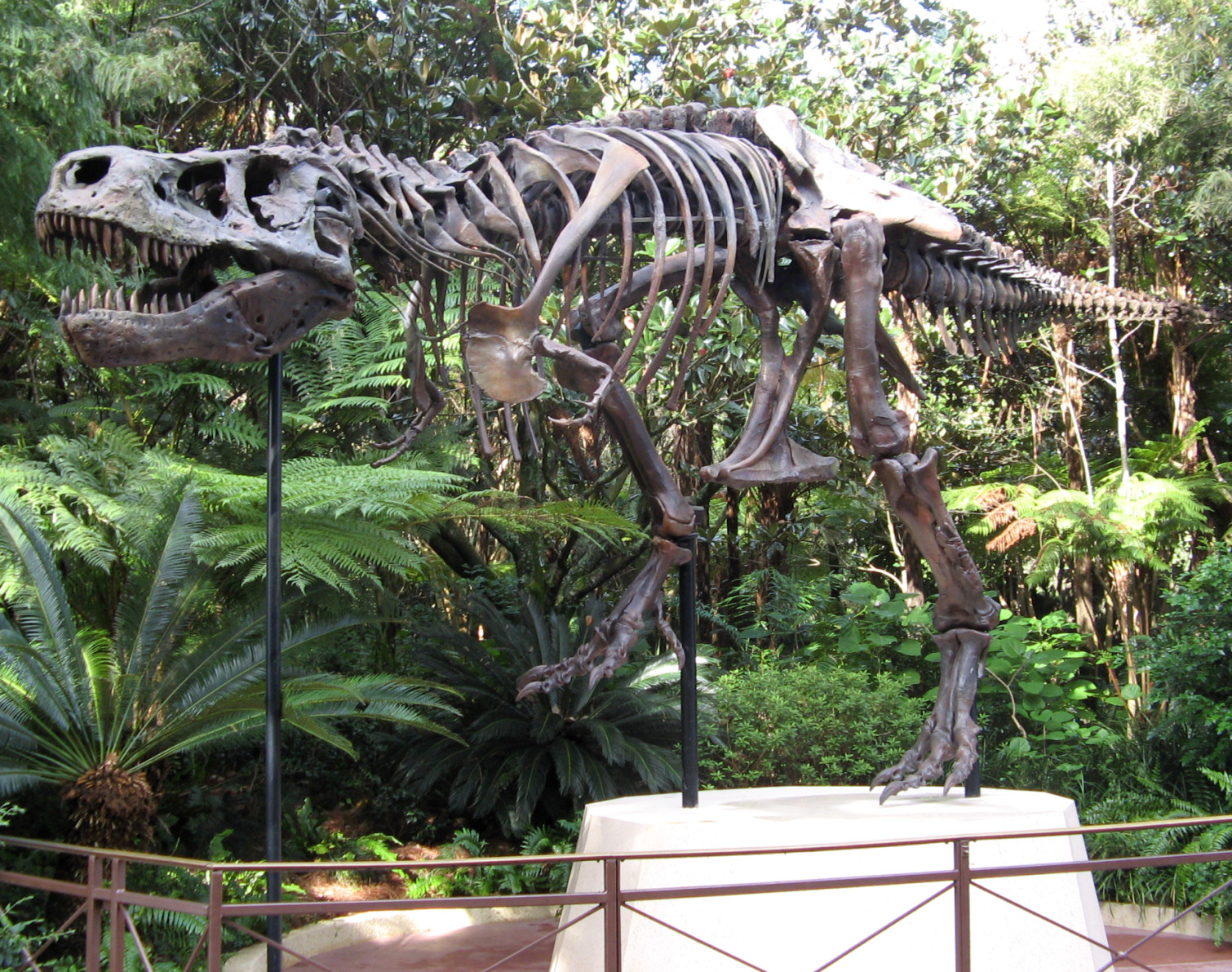
Le Dino-Sue, reproduction de Sue, célèbre Tyrannosaurus Rex découvert dans le Dakota du Sud (USA).

DinoLand U.S.A. est l'un des rares lands originels du parc, les visiteurs y accèdent principalement à partir de Discovery Island, grâce à un pont situé à droite devant le Tree of Life. Un autre accès existe aussi depuis le land Asia grâce à un pont qui enjambe un bras du lac qui sépare les deux lands. Ce bras du lac permet aux différentes embarcations des spectacles d'accéder au parc depuis les coulisses.
DinoLand U.S.A. est imaginé comme une petite ville autoroutière qui serait devenu célèbre lorsqu'un chasseur de fossiles amateur trouva des os de dinosaures en 1947. Après sa découverte, il contacte des amis scientifiques, et ensemble ils réunissent assez d'argent pour acheter le site. Ils fondent le Dino Institute puis ouvre le site fossilifère aux étudiants et aux bénévoles. Cependant Chester et Hester, deux habitants de la ville, voient vite les opportunités touristiques de ce site fossilifère. Ils convertissent alors leur station-service en une boutique de souvenirs fossiles et transforme leur parking en un petit parc d'attractions appelé "Chester and Hester's Dino-Rama" (Fossil Fun Games et TriceraTop Spin). Un autre habitant en profite aussi pour transformer sa maison de pêcheur en un restaurant sur les dinosaures, le Restaurantosaurus.
DinoLand U.S.A. est donc une célébration de l'Amérique paléontologique, elle y a explosé grâce à la découverte de nombreux champs de fossiles à travers le pays. La thématique de la zone est basée sur les petits parcs de loisirs situés sur certains bords de routes aux États-Unis mêlant des attractions de foire, des boutiques et de la restauration rapide sur le thème des dinosaures. L'attraction principale du land est Dinosaur, il s'agit un voyage dans le temps pendant la préhistoire, lors du Crétacé. L'attraction s'appelait Countdown to Extinction avant d'être rebaptisée en mai 2001 d'après le film de Disney Dinosaure (2000). Elle utilise la même technologie que l'attraction Indiana Jones Adventure : The Temple of the Forbidden Eye de Disneyland en Californie, c'est-à-dire des voitures à douze places dans un décor d'audio-animatronics.
Le théâtre Theater In The Wild (1 700 places), situé le long du lac a été réaménagé en 2006, il accueille maintenant la comédie musicale Finding Nemo: The Big Blue… and Beyond! basée sur le film Le Monde de Nemo. Un pavillon exposait de vrais fossiles prêtés par un musée américain entre 1998 à 2001 dans un pavillon situé à l'époque à la place de l'actuel Chester and Hester's Dino-Rama. Afin de relancer le parc, plusieurs attractions ont été ajoutées le 28 novembre 2001 et réunies pour simuler une fête foraine construite au bord d'une route sur un vieux parking. DinoLand U.S.A. et plus particulièrement Chester and Hester's Dino-Rama est critiqué par de nombreux visiteurs pour la pauvreté de sa thématisation. Le fait d'acheter des attractions de fêtes foraines et des jeux d'arcade puis de les thématiser, dénote pour eux d'un manque d'imagination et d'ambition. En 2020 l'attraction Primeval Whirl situé dans petit parc d'attraction de Chester and Hester's Dino-Rama est fermée puis détruite.
Attractions
- DINOSAUR est une attraction fonctionnant avec une voiture autonome, elle permet aux visiteurs de voyager durant la préhistoire dans le but sauver un dinosaure d'un météore.
- Theater in the Wild est une salle de spectacle qui propose la comédie musicale Finding Nemo: The Big Blue… and Beyond!, l'histoire reprend celle du film Pixar Le Monde de Némo de 2003.
- Disney KiteTails propose un spectacle de cerfs-volants sur les personnages animaliers les plus populaires de Disney.
- TriceraTop Spin est un manège sur le thème des triceratops.
- The Boneyard est une aire de jeu pour enfants sur le thème des fouilles archéologiques de dinosaures.
- Fossil Fun Games propose différents stands de type fête foraine sur le thème des dinosaures.

### Pandora: The World ofAvatar

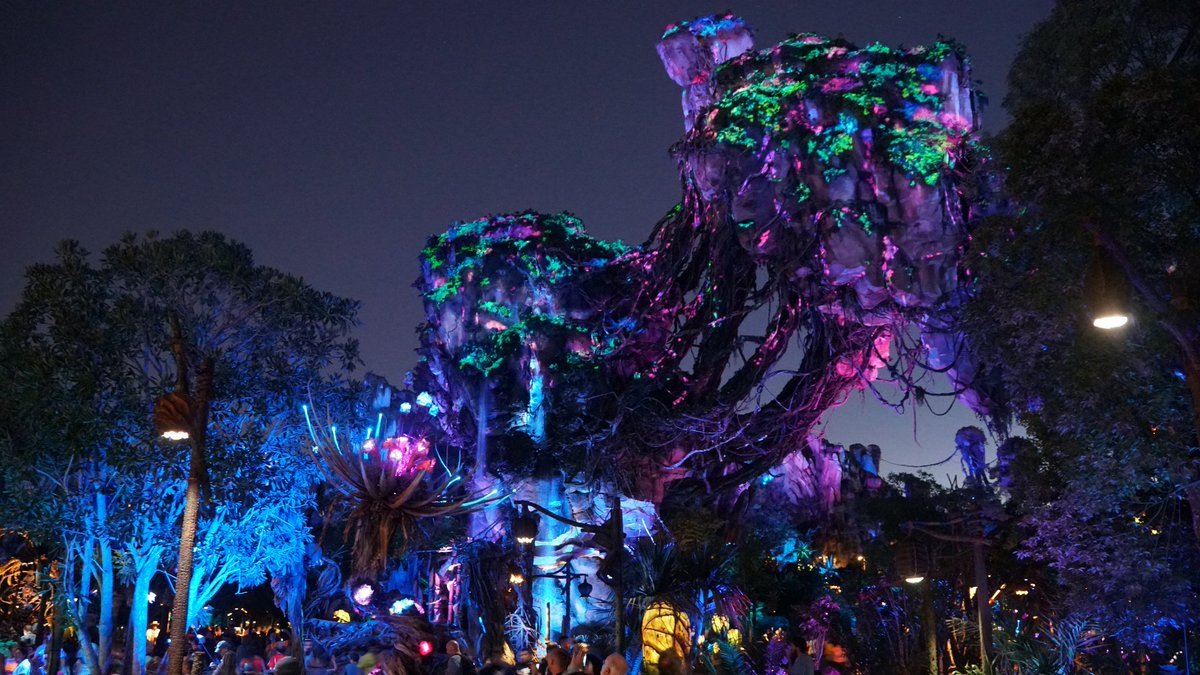
Vue de nuit de Pandora: The World of Avatar

Pandora: The World of Avatar ouvre le 27 mai 2017 à l'ancien emplacement du Camp Minnie-Mickey fermé depuis le 6 janvier 2014. Les visiteurs y accèdent principalement à partir de Discovery Island, grâce à un pont situé à gauche devant le Tree of Life, un autre accès par la terre existe aussi, depuis Africa. L'objectif principal de ce nouveau land est de transformer le Disney's Animal Kingdom en un parc qui se visite en une journée complète, et cela grâce à de nouvelles attractions ambitieuses et a une riche atmosphère nocturne. L'analyste financier Rick Munarriz confirme les bienfaits de l'ouverture de Pandora: The World of Avatar sur Walt Disney World par le fait le parc peut désormais fermer à 23 h au lieu de 18 h comme tous les autres parcs du complexe.
Pandora: The World of Avatar a pour thème le monde fictif du film Avatar de James Cameron sortie au cinéma en 2009. Le land est situé postérieurement au film, soit après le conflit guerrier entre les indigènes Na'vi et les humains de la Resources Development Administration (RDA) qui cherchait à exploiter la planète de Pandora pour son unobtanium. Après ces évènements les Na'vi et les humains ont réussi à vivre en paix, une société humaine de tourisme, l'Alpha Centauri Expeditions (ACE) s'est même associée aux Na'vi pour présenter Pandora à la population humaine. Un conservatoire, le Pandora Conservation Initiative est aussi établi sur la planète pour préserver et étudier les espèces indigènes de Pandora. La planète devient ainsi pour les humains une destination centré sur l'écotourisme et la recherche scientifique. Le land est cependant autonome au film, ainsi au lieu de le baser sur des intrigues du film ou d'inclure des personnages, l'accent est mis sur la préservation de l'environnement.
Pandora: The World of Avatar recrée un environnement et une atmosphère basé sur le film Avatar, ainsi la bioluminescence nocturne de la flore de Pandora est recréée grâce à la combinaison de projecteurs à LED, de fibres optiques et d'effets de lumière noire. Une autre caractéristique visuelle majeure de Pandora est la Vallée de Mo'ara, elle est entourée de chaînes de montagnes et surplombés par d'immenses blocs de roches flottant dans le ciel. Pour recréer les montagnes, le land est entouré par un décor de 48 m de haut utilisant une perspective forcée pour paraître plus grandes qu'elles ne le sont réellement. Les blocs flottants sont eux recréés grâce à une structure recréant la roche et maintenues en l'air par des poutres en acier dissimulées par des pierres et racines artificielles.
Attractions
- Avatar Flight of Passage est une attraction de type simulateur de vol 3D, elle permet aux visiteurs de s'envoler sur un Banshee (grand volatile du film Avatar) et de s'envoler à travers les paysages de Pandora.
- Na'vi River Journey est une attraction de type croisière scénique, le trajet emmène les visiteurs sur la planète Pandora (Avatar) à la rencontre de la flore bioluminescente et d'animaux indigènes.

### Land et attractions fermées

#### Camp Minnie-Mickey
Cette partie fut construite afin de combler l'espace vide laissé pour des raisons budgétaires par ce qui aurait dû être un land sur les animaux mythiques (raison de la présence d'un dragon dans le logo du parc). Le décor de la zone évoquait alors un camp de scouts dans une forêt des monts Adirondacks dans l'État de New York. Le visiteur pouvait y rencontrer Mickey, Minnie, Donald, ses neveux en castors juniors mais aussi l'ours Nicodème et le ranger Lanature (J. Audubon Woodlore en anglais).
On pouvait dénombrer deux théâtres et une zone de plusieurs pavillons.
- Le plus grand des théâtres proposait un spectacle sur Le Roi lion, Festival of the Lion King dont la disposition intérieure s'inspirait des feux de camp africain[32]. À la suite de la fermeture de la zone, il a bénéficié d'un déménagement dans la zone Africa.
- Le second théâtre présentait un spectacle traditionnel sur Pocahontas mais arrêté le 27 septembre 2008, Pocahontas and Her Forest Friends.

Début 2014, la zone est fermée pour pouvoir commencer la construction du nouveau land inspiré du film Avatar (2009), Pandora: The World of Avatar.

#### Attractions fermées
- Discovery River Boats (fermée 1999)
- Tarzan Rocks (fermée en 2006)
- Journey into the Jungle Book (fermée en 1999)
- Rivers of Light (arrêté en 2020)
- UP! A Great Bird Adventure (arrêté en 2020)
- Primeval Whirl (2002 à 2020)
- Tree of Life Awakenings (arrêté en 2020)

## Fréquentation
Fréquentation annuelle 

13 888 000 (2019)
4 166 000 (2020)
7 194 000 (2021)
9 027 000 (2022)